# Sphaerobathytropa antarctica
Sphaerobathytropa antarctica là một loài chân đều trong họ Scleropactidae. Loài này được Vandel miêu tả khoa học năm 1963.